# 9880 Stegosaurus
9880 Stegosaurus (1994 PQ31) là một tiểu hành tinh vành đai chính được phát hiện ngày 12 tháng 8 năm 1994, bởi E. W. Elst ở Đài thiên văn Nam Âu.